# حصبة ألمانية
الحصبة الألمانية أو الحميراء (بالإنجليزية: Rubella) هي مرض مُعدي يسببه فيروس الحصبة الألمانية ولا يسبب للطفل إزعاجا أكثر من إزعاج الزكام، وتستمر فترة حضانة الفيروس بعد أن يدخل الجسم
من 14 إلى 21 يوماً وعادة يكون 18 يوما
ثم تبدأ أعراض المرض في الظهور مثل ارتفاع درجة حرارة الجسم خلال يومين الأولين وقد تنتفخ الغدد الواقعة خلف الأذنين وحول العنق ويظهر الطفح في اليوم الأول أو الثاني ويتكون من بقع مسطحة حمراء قانية في منطقة الوجه، ثم ينتشر بسرعة إلى كافة أنحاء الجسم وتزول كل الأعراض في اليوم الرابع والخامس.
ويكون المصاب معديا في الفترة من أسبوع قبل ظهور الطفح إلى مدة أربع أيام
بعد ظهوره، ويكتسب الشخص مناعة دائمة بعد شفائه من المرض.
وتعد الحصبة الألمانية أقل انتشاراً من مرض الحصبة، وهي لا تسبب أي وباء، ولكنها تحمل خطر الإصابة بالتهاب الدماغ في حالات نادرة جداً، أما التأثير الأكثر حدوثاً عند البالغين الذين يصابون بالحصبة الألمانية فهو انتفاخ المفاصل وتصلبها.
ولا يحتاج مرضى الحصبة الألمانية إلى علاج خاص، ولكن هذا المرض قد يؤثر
على الجنين وهو في رحم والدته (كأن يولد الطفل مشوها / مصابا بمرض القلب /
فقدان للنظر أو السمع / متأخرا في نموه العقلي والجسدي أو غير ذلك)، ولذلك يجب أن تتجنب المرأة الحامل الاتصال بشخص مصاب بالحصبة الألمانية لتجنب العدوى.

## أسلوب العدوى والانتشار
تنتقل الحصبة الألماني عن طريق العدوى بواسطة الرذاذ (أي استنشاق هواء يحتوي على فيروسات المرض) من الشخص المصاب إلي الشخص السليم وذلك عن طريق إفرازات الجهاز التنفسي مثل العطس أو مخاط الأنف تحدث العدوى، وفي حالة الجنين تنتقل إليه العدوى عن طريق المشيمة من أمه المصابة.

## الأعراض
أ- ارتفاع خفيف في درجة الحرارة، لا يزيد بأي حال
من الأحوال عن 38.4 م◦.
ب- تضخم وضعف في العقدة الليمفاوية في قاعدة الجمجمة
وخلف الأذن، ويبدأ تضخم الغدد الليمفاوية قبل الطفح الجلدي بيومٍ واحدٍ وهو من العلامات المميزة لهذا المرض.
ج- بقع حمراء بسيطة تظهر علي الوجه، الجسم
ثم الأذرع والساق.
د- ألم في المفاصل.
ه- لا يستمر ارتفاع الحرارة ولا الطفح الجلدي أكثر من ثلاثة أيام، حيث ينتشر الطفح
من الوجه إلى باقي الجسم ويختفي بسرعة خلال تلك الفترة، لذلك يسمى هذا المرض أحيانًا "حصبة الأيام الثلاثة"، أما تضخم الغدد فقد يستمر لمدة من 7 - 10 أيام.

## إصابة الجنين بالحصبة الألمانية
((أ)) - عند إصابة الأم بالحصبة الألمانية ينتشر الفيروس في الدم، وقد يكون من مضاعفاتِ ذك إصابة المشيمة، وبالتالي انتقال العدوى إلى الجنين وقد وجد أن نسبة حدوث ذلك تتراوح بين:
1. 47% إذا حدثت العدوى خلال الأسابيع الأربعة الأولى من الحمل.
2. 22% خلال الفترة من 5 - 8 أسابيع.
3. 7% خلال الفترة من 9 - 12 أسبوعًا.
4. 6% خلال الفترة من 13 - 16 أسبوعًا.

* ثم بعد ذلك يصبح الجنين في الأغلب في مأمن من خطر الإصابة بالحصبة الألمانية.
((ب)) - أما عن درجة الإصابة فإنها تختلف باختلاف الأجنة وباختلاف توقيت الإصابة أثناء الحمل ولا يمكن التنبؤ بنتائجها في كل حالة على حدة إلا أن ناتج الإصابة قد يكون أحد هذه الاحتمالات:
1. نجاة الجنين.
2. موت الجنين.
3. تشوه الجنين:

"أ" العمــى:
تحدث إذا كانت العدوى خلال الأسابيع الستة الأولى من الحمل.
"ب" الصــم:
تحدث إذا كانت العدوى خلال الأسبوع التاسع من الحمل.
"ج" تشوهات القلب:
تحدث إذا كانت العدوى في الفترة من (5 - 10) أسابيع من الحمل.
"د" تشوهات الأسنان:
تحدث إذا كانت العدوى في الفترة من (6 - 9) أسابيع من الحمل.
"ه" التخلف العقلي:
تحدث إذا كانت العدوى في بداية الثلث الثاني من الحمل.
* بعض التشوهات السابقة قد لا تُكتشف بعد الولادة مباشرة مثل تشوهات الأسنان والتخلف العقلي والصمم التي قد يتأخر اكتشافها حتى عمر من 2 - 4 سنوات.

## الوقاية
تكون الوقاية بأخذ المصل الخاص بالحصبة الألمانية ويوجد هذا المصل منفردًا (مصل ضد الحصبة الألمانية فقط) أو متحدًا مع مصل الحصبة المعتادة والتهاب الغدة النكافية وهذا الطعم يعرف بـ (MMR) ويُسمَّى ثلاثي الحصبة، وفي الحقيقة فإن هذا المصل المشترك في غاية الأهمية لعملية الإنجاب، وذلك للوقاية من الحصبة الألمانية بمخاطرها التي عرفناها وكذلك الوقاية من الحصبة المعتادة التي قد تؤدي إصابة المرأة بها أثناء الحمل إلى موت الجنين وكذلك الوقاية من التهابات الغدة النكافية التي قد يكون من مضاعفات الإصابة بها ضعف الإنجاب عند الذكور إذا حدث التهاب بالخصيتين حيث يؤدي إلى حدوث عقم مؤقت بنسبة 13% من الحالات المصابة، لكن العقم المطلق احتمالية نادرة.
ويجب أن يعطى المصل كالتالي:
1. جرعة عند سن 12 - 15 شهرًا.
2. جرعة عند سن (4 - 6 سنوات) أو (11 - 12 سنة).
3. بعد البلوغ: يعطي للسيدات غير الحوامل مع مراعاة تأجيل الحمل لمدة سبعة أشهر بعد التطعيم كإجراء وقائي لحماية الجنين.

## العلاج
طريقة علاج الحصبة الألماني لا تقلل من فترة الإصابة بالمرض أما بالنسبة للجنين، فلا يوجد علاج للحد من مضاعفات الحصبة فعلاج الجنين المصاب بالمرض في رحم الأم يعتمد علي مدى حالة الجنين بعد التعرض للمرض.
إذا حدثت إصابة فعلية بالحصبة الألماني عند الطفل أو الشخص البالغ فيجب إتباع الآتي:
1. الراحة التامة في الفراش (حسب إرشادات الطبيب).
2. التأكد من إجراء فحوص طبية علي الأشخاص الذين يتعاملون مع الطفل بشكل يومي (حسب إرشادات الطبيب).
3. يصف الطبيب بعض العقاقير لخفض الحرارة أو تخفيف ألم المفاصل.

## تاريخ المرض
في يوم 22 يناير ،2014، أعلنت منظمة الصحة العالمية خلو كولومبيا من الحصبة الألمانية لتصبح بذلك أول دولة لاتينية تتخلص من هذا المرض.
في يوم 29 أبريل، 2015 أصبحت منطقة الأمريكتين أول منطقة تابعة لمنظمة الصحة العالمية تتخلص من هذا المرض."

## روابط خارجية
- منظمة الصحة العالمية، الحصبة الألمانية.